# Вентер, Якобус
Якобус Вентер (африк. Jacobus Venter; род. 13 февраля 1987, Стелленбос,  ЮАР) — южноафриканский профессиональный  шоссейный велогонщик, выступающий за команду мирового тура «Qhubeka Assos». Чемпион ЮАР в групповой гонке (2016).

## Достижения
2009
4-й - Тур де л'Авенир 
2010
3-й - Чемпионат ЮАР - индивидуальная гонка
2011
2-й - Чемпионат Африки - командная гонка с раздельным стартом
2016
1-й  — Чемпион ЮАР в групповой гонке

### Гранд-туры
| Гонка           | 2014 | 2015 | 2016 | 2017 |
| --------------- | ---- | ---- | ---- | ---- |
| Джиро д'Италия  | —    | —    | 101  | —    |
| Тур де Франс    | —    | —    | —    | 162  |
| Вуэльта Испании | 123  | 122  | 145  | —    |

| — | Не участвовал |